# 全米オープン (ゴルフ)
全米オープン選手権（ぜんべいオープンせんしゅけん、英語: United States Open Championship, U.S. Open）は、ゴルフのメジャー選手権の一つで、アメリカのゴルフ競技団体全米ゴルフ協会主催で、毎年6月中旬に開催する地区を毎年変えて実施している。選手権は大会の順延がない限り父の日（6月第3日曜日）を最終日と基準として開催されている。日本では単に全米オープンと呼ばれる事が多い。優勝者にはフェデックスカップポイント750点が加算されるほか、OWGRポイント100点が加算される。

## 概説

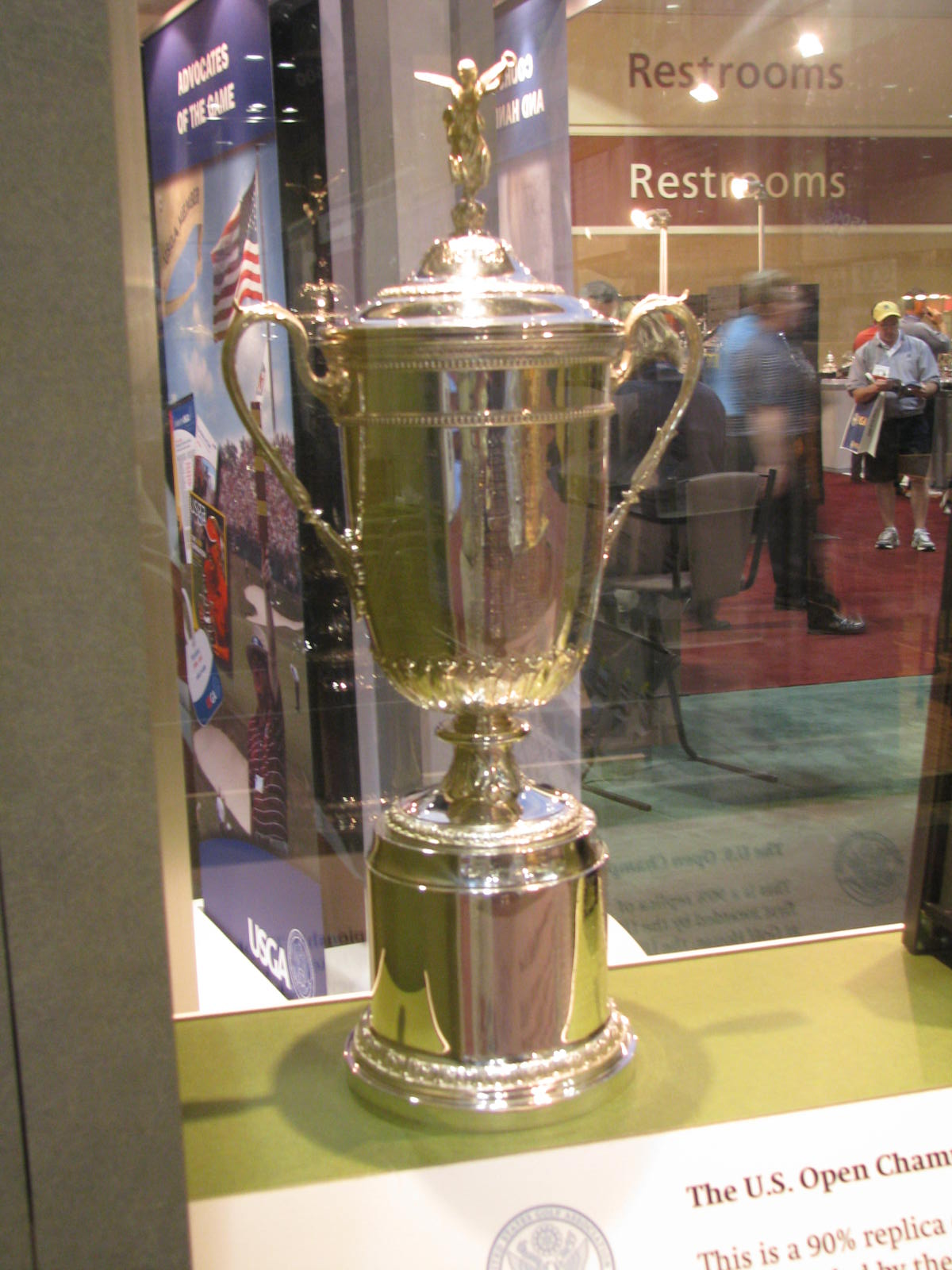
全米オープン優勝トロフィー（複製）

この選手権にはアメリカ国内の各地をはじめ日本やイギリスで予選会があり、最終予選を通過した選手が出場資格を得られることから“オープン”と呼ばれる。地区予選会に出場するアマチュア選手のハンディキャップは「1.4以下」と定められている。彼らが世界各地の賞金ランキング上位選手や、世界ランキング上位選手たちと互角に渡り合って戦う姿は、全米オープン最大の見どころのひとつと言えよう。プロゴルファーに匹敵する力量を持ちながら、あえてプロの道を選ばずにアマチュアゴルファーの道を貫くベテランのアマチュア選手たちを見ることもできる。
全米オープンの開催コースは、大会の5年以上前から定められ、それに合わせてコース設定を調整していく。セッティングの特徴は、非常に深いラフと狭いフェアウェイであり、近年では優勝スコアをイーブンパーと想定してコースを作っている。マスターズを含む他のトーナメントが派手なバーディーの取り合いによるエンターテイメント性を否定せず、ミスはその後で取り返すことを許すのに対し、全米オープンは選手にひたすらパーを積み重ねることを要求し、落としたスコアを取り戻すのは困難を極める。メジャーの中でも、とりわけ選手たちの「忍耐力」が試され、「最強のゴルファー」に栄誉を与えるトーナメントと言える。それを象徴するかのように2006年、2007年と優勝スコアは5オーバーという結果であった。余りに厳しいセッティングは、選手から「ナイスショットを打ってもラフやバンカーにボールが飛び込み、フェアではない」との愚痴をこぼさせるほどである。
予選ラウンド終了時（2日目終了時）において、60位タイ以上、およびトップから10ストローク以内のプレイヤーのみが、3日目以降の決勝ラウンドに進むことができる。
なお、72ホール（4ラウンド）終了時にトップが2人以上いた場合は、2ホールの合計ストロークで競うプレーオフを行う。2ホール終了してなお同スコアの場合はサドンデスに突入する。2017年までは翌日18ホールのプレーオフで実施していた。
優勝選手にはジャック・ニクラス・メダルと優勝トロフィーがUSGA会長から授与される。また、5年間のPGAツアーシード権が与えられるが、1970年までの優勝者はPGAツアー永久シードが与えられていた。

## 本選出場資格
全米オープンは年齢や男女を問わずあらゆるプロ、もしくはUSGA男子ハンディキャップインデックスが 1.4 未満のあらゆるアマチュアに出場申し込み資格がある。予選免除資格を満たしている者および予備予選を勝ち上がった者が本戦に出場できる。本戦には総勢156名が出場する。
本戦出場者のほぼ半数は予選免除資格者である。現在の予選免除資格は；
- 過去 10 年間の全米オープン優勝者
- 前年の全米アマの優勝者及び2位入賞者、前年の全米ミッドアマ、全米ジュニアアマのそれぞれの優勝者
- 前年の全英アマ優勝者
- 前年のMark H. McCormack Medal 保持者（マーク・H・マコーマック・メダル、世界アマチュアゴルフランキングのトップ）
- 当該年を含む過去5年間のマスターズ・全米プロ・全英オープン優勝者
- 過去3年間のザ・プレーヤーズ・チャンピオンシップ優勝者
- その年の欧州ツアーBMW PGA選手権優勝者
- 前年夏季オリンピック（オリンピック実施翌年のみ）における男子個人ゴルフ競技金メダリスト
- 前年の全米シニアオープン優勝者
- 前年全米オープンにおける上位10位（タイを含む）までの者
- 前年シーズン最終のツアーチャンピオンシップ出場者
- 大会3週間前の時点におけるワールドゴルフランキング (Official World Golf Ranking, OWGR) 上位60位までの者
- 大会開催週における OWGR 上位60位までの者
- USGA特別推薦者

アマチュア選手の予選免除枠は当該選手が本戦スタート前およびプレー中を通してアマチュアであることが条件となるが、全米アマ優勝資格は2020年大会よりプロ転向後も出場が可能になる予定。
2011年以前は OWGR 招待枠は「大会3週間前の時点で上位50名」だったが、2011年から「大会当日において50位以内」での招待枠が追加された。これは明らかに元のカットオフ日から3週間の間にトップ50に入ってくる選手（2010年のジャスティン・ローズとリッキー・ファウラーはこの規定があったら本戦出場できた）を意識したものだ。
2011年までは PGA、欧州、日本、オーストラリア / アジアのツアーにおける賞金獲得上位者、および当該年の全米オープンまでの期間の PGA ツアー試合で2回以上優勝した者も招待されていた。だがこれらは OWGR の招待枠が60位までに拡大されたことを受けて廃止された。また、2012年より当該年の欧州ツアーであるBMW PGA選手権優勝者にも招待枠が設けられた。これはその大会が米国におけるプレーヤーズチャンピオンシップと同格であるとの判断による。
予選免除資格を満たさない選手は2段階の予備予選大会に出場しなければならない。近年ではおよそ9,000人がエントリー申込を行っている。1段階目はローカル予選 (Local Qualifying) と呼ばれ、米国内の100か所以上のゴルフ場で18ホールのストロークを競い、およそ550名が次の段階の予選に進出できる。このローカル予選は規定によりそれまでの実績等によって多くの選手が免除される。次いでセクショナル予選 (Sectional Qualifying) と呼ばれる1日で36ホールの最終予選があり、ローカル予選通過者に加えてローカル予選免除者により争われる。実施コースは米国内数か所と欧州および日本のそれぞれ1か所となっている。本戦に出場できる者の総数は予選免除資格者の数によって毎年異なり、また、セクショナル予選実施コースの難度によっても通過者の数は異なる。この通過者人数は予選エントリー申込終了後にUSGAにより公示される。各コースでの通過者の最終順位が同じ（タイ）選手が複数いる場合には、直ちにホールバイホールでのプレーオフが行われる。
これら予備予選において、最少スコア者およびセクショナル予選では最少スコアのアマチュアには銀のメダルが授与される。また、ローカル予選においてUSGAの定めた当該コースのコースレートに対して8以上多く打った場合、次年から参加申し込みができなくなる。
前述ワールドゴルフランキング60位以内の2回目のカットオフが行われ予選免除者数が確定したのち、棄権者等により空席が発生した場合には予備予選の補欠者が充当される。2012年、出場予定だったポール・ケーシーが大会開始数日前に出場辞退したためセクショナル予選出場者からの補欠繰り上げが行われ、中国出身のアンディ・ジャンが最年少の14歳で本戦出場した。

### USGAによる特別招待枠
USGAは1966年以降これまでに 34名の選手に対して52回の特別枠招待を行っている。この中で複数回の招待を受けた選手としては: アーノルド・パーマー（1978, 1980, 1981, 1983, 1994年）、セベ・バレステロス（1978、1994年）、ゲーリー・プレーヤー（1981, 1983年）、リー・トレビノ（1983, 1984年）、ヘール・アーウィン（1990, 2002, 2003年）、ジャック・ニクラウス（1991, 1993, 1995, 1996, 1997, 1998, 1999, 2000年）、トム・ワトソン（1993, 1996, 2000, 2010年）、タイガー・ウッズ（2024年）などが挙げられる。
ヘール・アーウィンは1990年の全米オープンにこの特別招待枠で出場して優勝した。2016年にはかつてのチャンピオン レティーフ・グーセン が招待された。2018年にはジム・フューリクとアーニー・エルス（いずれも優勝経験者）の二人が招待された。

## 歴代優勝者
第1回大会（1895年）よりストロークプレーにより優勝者が決定された。第3回大会（1897年）までは1日で36ホール（1日制）、第4回大会（1898年）以降は2日で72ホール（2日制）、第30回大会（1926年）以降は初日と二日目は18ホールずつ、最終日は36ホール（3日制）、第65回大会（1965年）以降は毎日18ホールの4日制。
| 開催年                                             | 優勝者                         | 国籍             | 開催コース                                                     | 開催地                                    | 優勝スコア | 優勝賞金 ($) |
| -------------------------------------------------- | ------------------------------ | ---------------- | -------------------------------------------------------------- | ----------------------------------------- | ---------- | ------------ |
| 1895年                                             | ホーレス・ローリンズ           | イングランド     | ニューポートカントリークラブ                                   | ロードアイランド州，ニューポート          | 173        | 150          |
| 1896年                                             | ジェームス・ファウリウス       | スコットランド   | シネコックヒルズゴルフクラブ                                   | ニューヨーク州，サウサンプトン            | 152        | 150          |
| 1897年                                             | ジョー・ロイド                 | イングランド     | シカゴゴルフクラブ                                             | イリノイ州，ウィートン                    | 162        | 150          |
| 1898年                                             | フレッド・ハード               | スコットランド   | マイオピアハントクラブ                                         | マサチューセッツ州，サウスハミルトン      | 328        | 150          |
| 1899年                                             | ウィリー・スミス               | スコットランド   | ボルチモアカントリークラブ・ローランドパークコース             | メリーランド州，ルーザービル=ティモニアム | 315        | 150          |
| 1900年                                             | ハリー・バードン               | ジャージー島     | シカゴゴルフクラブ (2)                                         | イリノイ州，ウィートン                    | 313        | 200          |
| 1901年                                             | ウィリー・アンダーソン         | スコットランド   | マイオピアハントクラブ (2)                                     | マサチューセッツ州，サウスハミルトン      | 331        | 200          |
| 1902年                                             | ローリー・オークターローニー   | スコットランド   | ガーデンシティーゴルフクラブ                                   | ニューヨーク州，ガーデンシティー          | 307        | 200          |
| 1903年                                             | ウィリー・アンダーソン (2)     | スコットランド   | バルタスロールゴルフクラブ・オールドコース                     | ニュージャージー州，スプリングフィールド  | 307        | 200          |
| 1904年                                             | ウィリー・アンダーソン (3)     | スコットランド   | グレンビュークラブ                                             | イリノイ州，ゴルフ                        | 303        | 200          |
| 1905年                                             | ウィリー・アンダーソン (4)     | スコットランド   | マイオピアハントクラブ (3)                                     | マサチューセッツ州，サウスハミルトン      | 314        | 200          |
| 1906年                                             | アレックス・スミス             | スコットランド   | オンウェントシアクラブ                                         | イリノイ州，レイクフォレスト              | 295        | 300          |
| 1907年                                             | アレックス・ロス               | スコットランド   | フィラデルフィアクリケットクラブ・セントマーティンズコース     | ペンシルヴェニア州，フィラデルフィア      | 302        | 300          |
| 1908年                                             | フレッド・マクレオド           | スコットランド   | マイオピアハントクラブ (4)                                     | マサチューセッツ州，サウスハミルトン      | 322        | 300          |
| 1909年                                             | ジョージ・サージェント         | イングランド     | イングルウッドゴルフクラブ                                     | ニュージャージー州，イングルウッド        | 290        | 300          |
| 1910年                                             | アレックス・スミス (2)         | スコットランド   | フィラデルフィアクリケットクラブ・セントマーティンズコース (2) | ペンシルヴェニア州，フィラデルフィア      | 298        | 300          |
| 1911年                                             | ジョン・マクダーモット         | アメリカ合衆国   | シカゴゴルフクラブ (3)                                         | イリノイ州，ウィートン                    | 307        | 300          |
| 1912年                                             | ジョン・マクダーモット (2)     | アメリカ合衆国   | カントリークラブオブバッファロー                               | ニューヨーク州，バッファロー              | 294        | 300          |
| 1913年                                             | フランシス・ウィメット         | アメリカ合衆国   | ザ・カントリークラブ・メインコース                             | マサチューセッツ州，ブルックライン        | 304        | 0            |
| 1914年                                             | ウォルター・ヘーゲン           | アメリカ合衆国   | ミッドロシアンカントリークラブ                                 | イリノイ州，ミッドロシアン                | 290        | 300          |
| 1915年                                             | ジェローム・トラバース         | アメリカ合衆国   | バルタスロールゴルフクラブ・オールドコース (2)                 | ニュージャージー州，スプリングフィールド  | 297        | 0            |
| 1916年                                             | チャールズ・エバンズ・ジュニア | アメリカ合衆国   | ザ・ミニカーダクラブ                                           | ミネソタ州，ミネアポリス                  | 286        | 0            |
| 1917年-1918年 第一次世界大戦のためトーナメント中止 |                                |                  |                                                                |                                           |            |              |
| 1919年                                             | ウォルター・ヘーゲン (2)       | アメリカ合衆国   | ブレイバーンカントリークラブ・メインコース                     | マサチューセッツ州，ウエストニュートン    | 301        | 500          |
| 1920年                                             | テッド・レイ                   | ジャージー島     | インバネスクラブ                                               | オハイオ州，トレド                        | 295        | 500          |
| 1921年                                             | ジム・バーンズ                 | イングランド     | コロンビアカントリークラブ                                     | メリーランド州，チェビーチェイス          | 289        | 500          |
| 1922年                                             | ジーン・サラゼン               | アメリカ合衆国   | スコッキーカントリークラブ                                     | イリノイ州，グレンコー                    | 288        | 500          |
| 1923年                                             | ボビー・ジョーンズ             | アメリカ合衆国   | インウッドカントリークラブ                                     | ニューヨーク州，インウッド                | 296        | 0            |
| 1924年                                             | シリル・ウォーカー             | イングランド     | オークランドヒルズカントリークラブ・サウスコース               | ミシガン州，ブルームフィールドヒルズ      | 297        | 500          |
| 1925年                                             | ウィリー・マクファーレン       | スコットランド   | ウォーセスターカントリークラブ                                 | マサチューセッツ州，ウスター              | 291        | 500          |
| 1926年                                             | ボビー・ジョーンズ (2)         | アメリカ合衆国   | サイオトカントリークラブ                                       | オハイオ州，コロンバス                    | 293        | 0            |
| 1927年                                             | トミー・アーマー               | アメリカ合衆国   | オークモントカントリークラブ                                   | ペンシルヴェニア州，オークモント          | 301        | 500          |
| 1928年                                             | ジョニー・ファレル             | アメリカ合衆国   | オリンピアフィールズカントリークラブ                           | イリノイ州，オリンピアフィールズ          | 294        | 500          |
| 1929年                                             | ボビー・ジョーンズ (3)         | アメリカ合衆国   | ウィングドフットゴルフクラブ・ウエストコース                   | ニューヨーク州，ママロネック              | 294        | 0            |
| 1930年                                             | ボビー・ジョーンズ (4)         | アメリカ合衆国   | インターラッセンカントリークラブ                               | ミネソタ州，イーダイナ                    | 287 (-1)   | 0            |
| 1931年                                             | ビリー・バーク                 | アメリカ合衆国   | インバネスクラブ (2)                                           | オハイオ州，トレド                        | 292 (+4)   | 1,000        |
| 1932年                                             | ジーン・サラゼン (2)           | アメリカ合衆国   | フレッシュメドウカントリークラブ                               | ニューヨーク州，グレートネック            | 286 (+2)   | 1,000        |
| 1933年                                             | ジョニー・グッドマン           | アメリカ合衆国   | ノースショアゴルフクラブ                                       | イリノイ州，グレンビュー                  | 287 (-1)   | 0            |
| 1934年                                             | オリン・デュトラ               | アメリカ合衆国   | メリオンクリケットクラブ・イーストコース                       | ペンシルヴェニア州，アードモア            | 293 (+9)   | 1,000        |
| 1935年                                             | サム・パークス                 | アメリカ合衆国   | オークモントカントリークラブ (2)                               | ペンシルヴェニア州，オークモント          | 299 (+15)  | 1,000        |
| 1936年                                             | トニー・マネロ                 | アメリカ合衆国   | バルタスロールゴルフクラブ・アッパーコース (3)                 | ニュージャージー州，スプリングフィールド  | 282 (-2)   | 1,000        |
| 1937年                                             | ラルフ・ガルダール             | アメリカ合衆国   | オークランドヒルズカントリークラブ・サウスコース (2)           | ミシガン州，ブルームフィールドヒルズ      | 281 (+1)   | 1,000        |
| 1938年                                             | ラルフ・ガルダール (2)         | アメリカ合衆国   | チェリーヒルズカントリークラブ                                 | コロラド州，チェリーヒルズヴィレッジ      | 284 (E)    | 1,000        |
| 1939年                                             | バイロン・ネルソン             | アメリカ合衆国   | フィラデルフィアカントリークラブ                               | ペンシルヴェニア州，グラッドウィン        | 284 (-4)   | 1,000        |
| 1940年                                             | ローソン・リトル               | アメリカ合衆国   | カンタベリーゴルフクラブ                                       | オハイオ州，ビーチウッド                  | 287 (-1)   | 1,000        |
| 1941年                                             | クレイグ・ウッド               | アメリカ合衆国   | コロニアルカントリークラブ                                     | テキサス州，フォートワース                | 284 (E)    | 1,000        |
| 1942年-1945年 第二次世界大戦のためトーナメント中止 |                                |                  |                                                                |                                           |            |              |
| 1946年                                             | ロイド・マングラム             | アメリカ合衆国   | カンタベリーゴルフクラブ (2)                                   | オハイオ州，ビーチウッド                  | 284 (-4)   | 1,833        |
| 1947年                                             | ルー・ウォーシャム             | アメリカ合衆国   | セントルイスカントリークラブ                                   | ミズーリ州，セントルイス                  | 282 (-2)   | 2,500        |
| 1948年                                             | ベン・ホーガン                 | アメリカ合衆国   | リビエラカントリークラブ                                       | カリフォルニア州，パシフィックパリセーズ  | 276 (-8)   | 2,000        |
| 1949年                                             | ケリー・ミドルコフ             | アメリカ合衆国   | メダイナカントリークラブ・コースNO.3                           | イリノイ州，メダイナ                      | 286 (+2)   | 2,000        |
| 1950年                                             | ベン・ホーガン (2)             | アメリカ合衆国   | メリオンゴルフクラブ・イーストコース (2)                       | ペンシルヴェニア州，アードモア            | 287 (+7)   | 4,000        |
| 1951年                                             | ベン・ホーガン (3)             | アメリカ合衆国   | オークランドヒルズカントリークラブ・サウスコース (3)           | ミシガン州，ブルームフィールドヒルズ      | 287 (+7)   | 4,000        |
| 1952年                                             | ジュリアス・ボロス             | アメリカ合衆国   | ノースウッドクラブ                                             | テキサス州，ダラス                        | 281 (+1)   | 4,000        |
| 1953年                                             | ベン・ホーガン (4)             | アメリカ合衆国   | オークモントカントリークラブ (3)                               | ペンシルヴェニア州，オークモント          | 283 (-5)   | 5,000        |
| 1954年                                             | エド・ファーゴル               | アメリカ合衆国   | バルタスロールゴルフクラブ・ローワーコース (4)                 | ニュージャージー州，スプリングフィールド  | 284 (+4)   | 6,000        |
| 1955年                                             | ジャック・フレック             | アメリカ合衆国   | オリンピッククラブ・レイクコース                               | カリフォルニア州，サンフランシスコ        | 287 (+7)   | 6,000        |
| 1956年                                             | ケリー・ミドルコフ (2)         | アメリカ合衆国   | オークヒルカントリークラブ・イーストコース                     | ニューヨーク州，ロチェスター              | 281 (+1)   | 6,000        |
| 1957年                                             | ディック・メイヤー             | アメリカ合衆国   | インヴァネスクラブ (3)                                         | オハイオ州，トレド                        | 282 (+2)   | 7,200        |
| 1958年                                             | トミー・ボルト                 | アメリカ合衆国   | サザンヒルズカントリークラブ                                   | オクラホマ州，タルサ                      | 283 (+3)   | 8,000        |
| 1959年                                             | ビリー・キャスパー             | アメリカ合衆国   | ウィングドフットゴルフクラブ・ウエストコース (2)               | ニューヨーク州，ママロネック              | 282 (+2)   | 12,000       |
| 1960年                                             | アーノルド・パーマー           | アメリカ合衆国   | チェリーヒルズカントリークラブ (2)                             | コロラド州，チェリーヒルズヴィレッジ      | 280 (-4)   | 14,400       |
| 1961年                                             | ジーン・リトラー               | アメリカ合衆国   | オークランドヒルズゴルフクラブ・サウスコース (4)               | ミシガン州，ブルームフィールド            | 281 (+1)   | 14,000       |
| 1962年                                             | ジャック・ニクラス             | アメリカ合衆国   | オークモントカントリークラブ (4)                               | ペンシルヴェニア州，オークモント          | 283 (-1)   | 17,500       |
| 1963年                                             | ジュリアス・ボロス (2)         | アメリカ合衆国   | ザ・カントリークラブ・コンポジットコース (2)                   | マサチューセッツ州，ブルックライン        | 293 (+9)   | 17,500       |
| 1964年                                             | ケン・ベンチュリー             | アメリカ合衆国   | コングレッショナルカントリークラブ・ブルーコース               | メリーランド州，ベセスダ                  | 278 (-2)   | 17,000       |
| 1965年                                             | ゲーリー・プレーヤー           | 南アフリカ共和国 | ベルリーブカントリークラブ                                     | ミズーリ州，セントルイス                  | 282 (+2)   | 26,000       |
| 1966年                                             | ビリー・キャスパー (2)         | アメリカ合衆国   | オリンピッククラブ・レイクコース (2)                           | カリフォルニア州，サンフランシスコ        | 278 (-2)   | 26,500       |
| 1967年                                             | ジャック・ニクラス (2)         | アメリカ合衆国   | バルタスロールゴルフクラブ・ローワーコース (5)                 | ニュージャージー州，スプリングフィールド  | 275 (-5)   | 30,000       |
| 1968年                                             | リー・トレビノ                 | アメリカ合衆国   | オークヒルカントリークラブ・イーストコース (2)                 | ニューヨーク州，ロチェスター              | 275 (-5)   | 30,000       |
| 1969年                                             | オービル・ムーディー           | アメリカ合衆国   | チャンピオンズゴルフクラブ・サイプレスクリークコース           | テキサス州，ヒューストン                  | 281 (+1)   | 30,000       |
| 1970年                                             | トニー・ジャクリン             | イングランド     | ヘーゼルタインナショナルゴルフクラブ                           | ミネソタ州，チャスカ                      | 281 (-7)   | 30,000       |
| 1971年                                             | リー・トレビノ (2)             | アメリカ合衆国   | メリオンゴルフクラブ・イーストコース (3)                       | ペンシルヴェニア州，アードモア            | 280 (E)    | 30,000       |
| 1972年                                             | ジャック・ニクラス (3)         | アメリカ合衆国   | ペブルビーチゴルフリンクス                                     | カリフォルニア州，ペブルビーチ            | 290 (+2)   | 30,000       |
| 1973年                                             | ジョニー・ミラー               | アメリカ合衆国   | オークモントカントリークラブ (5)                               | ペンシルヴェニア州，オークモント          | 279 (-5)   | 35,000       |
| 1974年                                             | ヘール・アーウィン             | アメリカ合衆国   | ウィングドフットゴルフクラブ・ウエストコース (3)               | ニューヨーク州，ママロネック              | 287 (+7)   | 35,000       |
| 1975年                                             | ルー・グラハム                 | アメリカ合衆国   | メダイナカントリークラブ・コースNO.3 (2)                       | イリノイ州，メダイナ                      | 287 (+3)   | 40,000       |
| 1976年                                             | ジェリー・ペイト               | アメリカ合衆国   | アトランタアスレティッククラブ・ハイランズコース               | ジョージア州，ダルース                    | 277 (-3)   | 42,000       |
| 1977年                                             | ヒューバート・グリーン         | アメリカ合衆国   | サザンヒルズカントリークラブ (2)                               | オクラホマ州，タルサ                      | 278 (-2)   | 45,000       |
| 1978年                                             | アンディ・ノース               | アメリカ合衆国   | チェリーヒルズカントリークラブ (3)                             | コロラド州，チェリーヒルズヴィレッジ      | 285 (+1)   | 45,000       |
| 1979年                                             | ヘール・アーウィン (2)         | アメリカ合衆国   | インヴァネスクラブ (4)                                         | オハイオ州，トレド                        | 284 (E)    | 50,000       |
| 1980年                                             | ジャック・ニクラス (4)         | アメリカ合衆国   | バルタスロールゴルフクラブ・ローワーコース (6)                 | ニュージャージー州，スプリングフィールド  | 272 (-8)   | 55,000       |
| 1981年                                             | デビット・グラハム             | オーストラリア   | メリオンゴルフクラブ・イーストコース (4)                       | ペンシルヴェニア州，アードモア            | 273 (-7)   | 55,000       |
| 1982年                                             | トム・ワトソン                 | アメリカ合衆国   | ペブルビーチゴルフリンクス (2)                                 | カリフォルニア州，ペブルビーチ            | 282 (-6)   | 60,000       |
| 1983年                                             | ラリー・ネルソン               | アメリカ合衆国   | オークモントカントリークラブ (6)                               | ペンシルヴェニア州，オークモント          | 280 (-4)   | 72,000       |
| 1984年                                             | ファジー・ゼラー               | アメリカ合衆国   | ウィングドフットゴルフクラブ・ウエストコース (4)               | ニューヨーク州，ママロネック              | 276 (-4)   | 94,000       |
| 1985年                                             | アンディ・ノース (2)           | アメリカ合衆国   | オークランドヒルズカントリークラブ・サウスコース (5)           | ミシガン州，ブルームフィールドヒルズ      | 279 (-1)   | 103,000      |
| 1986年                                             | レイモンド・フロイド           | アメリカ合衆国   | シネコックヒルズゴルフクラブ (2)                               | ニューヨーク州，サウサンプトン            | 279 (-1)   | 115,000      |
| 1987年                                             | スコット・シンプソン           | アメリカ合衆国   | オリンピッククラブ・レイクコース (3)                           | カリフォルニア州，サンフランシスコ        | 277 (-3)   | 150,000      |
| 1988年                                             | カーティス・ストレンジ         | アメリカ合衆国   | ザ・カントリークラブ・コンポジットコース (3)                   | マサチューセッツ州，ブルックライン        | 278 (-6)   | 180,000      |
| 1989年                                             | カーティス・ストレンジ (2)     | アメリカ合衆国   | オークヒルカントリークラブ・イーストコース (3)                 | ニューヨーク州，ロチェスター              | 278 (-2)   | 200,000      |
| 1990年                                             | ヘール・アーウィン (3)         | アメリカ合衆国   | メダイナカントリークラブ・コースNO.3 (3)                       | イリノイ州，メダイナ                      | 280 (-8)   | 220,000      |
| 1991年                                             | ペイン・スチュワート           | アメリカ合衆国   | ヘーゼルタインナショナルゴルフクラブ (2)                       | ミネソタ州，チャスカ                      | 282 (-6)   | 235,000      |
| 1992年                                             | トム・カイト                   | アメリカ合衆国   | ペブルビーチゴルフリンクス (3)                                 | カリフォルニア州，ペブルビーチ            | 285 (-3)   | 275,000      |
| 1993年                                             | リー・ジャンセン               | アメリカ合衆国   | バルタスロールゴルフクラブ・ローワーコース (7)                 | ニュージャージー州，スプリングフィールド  | 272 (-8)   | 290,000      |
| 1994年                                             | アーニー・エルス               | 南アフリカ共和国 | オークモントカントリークラブ (7)                               | ペンシルヴェニア州，オークモント          | 279 (-5)   | 320,000      |
| 1995年                                             | コーリー・ペイビン             | アメリカ合衆国   | シネコックヒルズゴルフクラブ (3)                               | ニューヨーク州，サウサンプトン            | 280 (E)    | 350,000      |
| 1996年                                             | スティーブ・ジョーンズ         | アメリカ合衆国   | オークランドヒルズカントリークラブ・サウスコース (6)           | ミシガン州，ブルームフィールドヒルズ      | 278 (-2)   | 425,000      |
| 1997年                                             | アーニー・エルス (2)           | 南アフリカ共和国 | コングレッショナルカントリークラブ・ブルーコース (2)           | メリーランド州，ベセスダ                  | 276 (-4)   | 465,000      |
| 1998年                                             | リー・ジャンセン (2)           | アメリカ合衆国   | オリンピッククラブ・レイクコース (4)                           | カリフォルニア州，サンフランシスコ        | 280 (E)    | 535,000      |
| 1999年                                             | ペイン・スチュワート (2)       | アメリカ合衆国   | パインハーストリゾート・コースNO.2                             | ノースカロライナ州，パインハースト        | 279 (-1)   | 625,000      |
| 2000年                                             | タイガー・ウッズ               | アメリカ合衆国   | ペブルビーチゴルフリンクス (4)                                 | カリフォルニア州，ペブルビーチ            | 272 (-12)  | 800,000      |
| 2001年                                             | レティーフ・グーセン           | 南アフリカ共和国 | サザンヒルズカントリークラブ (3)                               | オクラホマ州，ファーミングデール          | 276 (-4)   | 900,000      |
| 2002年                                             | タイガー・ウッズ (2)           | アメリカ合衆国   | ベスページブラックコース                                       | ニューヨーク州，ファーミングデール        | 277 (-3)   | 1,000,000    |
| 2003年                                             | ジム・フューリク               | アメリカ合衆国   | オリンピアフィールズカントリークラブ (2)                       | イリノイ州，オリンピアフィールズ          | 272 (-8)   | 1,080,000    |
| 2004年                                             | レティーフ・グーセン (2)       | 南アフリカ共和国 | シネコックヒルズゴルフクラブ (4)                               | ニューヨーク州，サウサンプトン            | 276 (-4)   | 1,125,000    |
| 2005年                                             | マイケル・キャンベル           | ニュージーランド | パインハーストリゾート・コースNO.2 (2)                         | ノースカロライナ州，パインハースト        | 280 (E)    | 1,170,000    |
| 2006年                                             | ジェフ・オギルビー             | オーストラリア   | ウィングドフットゴルフクラブ・ウエストコース (5)               | ニューヨーク州，ママロネック              | 285 (+5)   | 1,225,000    |
| 2007年                                             | アンヘル・カブレラ             | アルゼンチン     | オークモントカントリークラブ (8)                               | ペンシルヴェニア州，オークモント          | 285 (+5)   | 1,260,000    |
| 2008年                                             | タイガー・ウッズ (3)           | アメリカ合衆国   | トーリーパインズゴルフコース・サウスコース                     | カリフォルニア州，ラホヤ                  | 283 (-1)   | 1,350,000    |
| 2009年                                             | ルーカス・グローバー           | アメリカ合衆国   | ベスページブラックコース (2)                                   | ニューヨーク州，ファミングデイル          | 276 (-4)   | 1,350,000    |
| 2010年                                             | グレーム・マクドウェル         | 北アイルランド   | ペブルビーチゴルフリンクス (5)                                 | カリフォルニア州，ペブルビーチ            | 284 (E)    | 1,350,000    |
| 2011年                                             | ローリー・マキロイ             | 北アイルランド   | コングレッショナルゴルフクラブ・ブルーコース (3)               | メリーランド州，ベセスダ                  | 268 (-16)  | 1,440,000    |
| 2012年                                             | ウェブ・シンプソン             | アメリカ合衆国   | オリンピッククラブ・レイクコース (5)                           | カリフォルニア州，サンフランシスコ        | 281 (+1)   | 1,440,000    |
| 2013年                                             | ジャスティン・ローズ           | イングランド     | メリオンゴルフクラブ・イーストコース (5)                       | ペンシルヴェニア州，アードモア            | 281 (+1)   | 1,440,000    |
| 2014年                                             | マルティン・カイマー           | ドイツ           | パインハーストリゾート・コースNO.2 (3)                         | ノースカロライナ州，パインハースト        | 271 (-9)   | 1,620,000    |
| 2015年                                             | ジョーダン・スピース           | アメリカ合衆国   | チェンバーズベイ                                               | ワシントン州，ユニバーシティプレイス      | 275 (-5)   | 1,800,000    |
| 2016年                                             | ダスティン・ジョンソン         | アメリカ合衆国   | オークモントカントリークラブ (9)                               | ペンシルヴェニア州，オークモント          | 276 (-4)   | 1,800,000    |
| 2017年                                             | ブルックス・ケプカ             | アメリカ合衆国   | エリンヒルズ                                                   | ウィスコンシン州，エリン                  | 272 (-16)  | 2,160,000    |
| 2018年                                             | ブルックス・ケプカ (2)         | アメリカ合衆国   | シネコックヒルズゴルフクラブ (5)                               | ニューヨーク州，サウサンプトン            | 281 (+1)   | 2,160,000    |
| 2019年                                             | ゲーリー・ウッドランド         | アメリカ合衆国   | ペブルビーチゴルフリンクス (6)                                 | カリフォルニア州，ペブルビーチ            | 271 (-13)  | 2,250,000    |
| 2020年                                             | ブライソン・デシャンボー       | アメリカ合衆国   | ウィングドフットゴルフクラブ・ウエストコース (6)               | ニューヨーク州，ママロネック              | 274 (-6)   | 2,250,000    |
| 2021年                                             | ジョン・ラーム                 | スペイン         | トーリーパインズゴルフコース・サウスコース (2)                 | カリフォルニア州，ラホヤ                  | 278 (-6)   | 2,250,000    |
| 2022年                                             | マシュー・フィッツパトリック   | イングランド     | ザ・カントリークラブ・コンポジットコース (4)                   | マサチューセッツ州，ブルックライン        | 274 (-6)   | 3,150,000    |
| 2023年                                             | ウィンダム・クラーク           | アメリカ合衆国   | LACCノースC                                                    | カリフォルニア州，ロサンゼルス            | 270 (-10)  | 3,600,000    |
| 2024年                                             | ブライソン・デシャンボー(2)    | アメリカ合衆国   | パインハースト・リゾートNo.2 (4)                               | ノースカロライナ州，パインハースト        | 274 (-6)   | 4,300,000    |
| 2025年                                             | J.J.スポーン                   | アメリカ合衆国   | オークモント                                                   | PA州，オークモント                        |            | 4,300,000    |

## 今後の開催予定地
| 年     | 回数  | コース                                 | 開催地                         | 日程       | 開催実績                                                               |
| ------ | ----- | -------------------------------------- | ------------------------------ | ---------- | ---------------------------------------------------------------------- |
| 2026年 | 126回 | シネコックヒルズゴルフクラブ (6)       | ニューヨーク州サウサンプトン   | 6月18-21日 | 1896, 1986, 1995, 2004, 2018                                           |
| 2027年 | 127回 | ペブルビーチゴルフリンクス (7)         | カリフォルニア州，ペブルビーチ | 6月17-20日 | 1972, 1982, 1992, 2000, 2010, 2019                                     |
| 2028   | 128th | Winged Foot Golf Club                  | Mamaroneck, New York           | June 15–18 | 1929, 1959, 1974, 1984, 2006, 2020                                     |
| 2029   | 129th | Pinehurst Resort, Course No. 2         | Pinehurst, North Carolina      | TBD        | 1999, 2005, 2014, 2024                                                 |
| 2030   | 130th | Merion Golf Club                       | Ardmore, Pennsylvania          | TBD        | 1934, 1950, 1971, 1981, 2013                                           |
| 2031   | 131st | Riviera Country Club                   | Los Angeles, California        | TBD        | 1948                                                                   |
| 2032   | 132nd | Pebble Beach Golf Links                | Pebble Beach, California       | TBD        | 1972, 1982, 1992, 2000, 2010, 2019, 2027                               |
| 2033   | 133rd | Oakmont Country Club                   | Plum, Pennsylvania             | TBD        | 1927, 1935, 1953, 1962, 1973, 1983, 1994, 2007, 2016, 2025             |
| 2034   | 134th | Oakland Hills Country Club             | Bloomfield Hills, Michigan     | TBD        | 1924, 1937, 1951, 1961, 1985, 1996                                     |
| 2035   | 135th | Pinehurst Resort, Course No. 2         | Pinehurst, North Carolina      | TBD        | 1999, 2005, 2014, 2024, 2029                                           |
| 2036   | 136th | TBD                                    | TBD                            | TBD        | TBD                                                                    |
| 2037   | 137th | Pebble Beach Golf Links                | Pebble Beach, California       | TBD        | 1972, 1982, 1992, 2000, 2010, 2019, 2027, 2032                         |
| 2038   | 138th | TBD                                    | TBD                            | TBD        | TBD                                                                    |
| 2039   | 139th | Los Angeles Country Club, North Course | Los Angeles, California        | TBD        | 2023                                                                   |
| 2040   | 140th | TBD                                    | TBD                            | TBD        | TBD                                                                    |
| 2041   | 141st | Pinehurst Resort, Course No. 2         | Pinehurst, North Carolina      | TBD        | 1999, 2005, 2014, 2024, 2029, 2035                                     |
| 2042   | 142nd | Oakmont Country Club                   | Plum, Pennsylvania             | TBD        | 1927, 1935, 1953, 1962, 1973, 1983, 1994, 2007, 2016, 2025, 2033       |
| 2043   | 143rd | TBD                                    | TBD                            | TBD        | TBD                                                                    |
| 2044   | 144th | Pebble Beach Golf Links                | Pebble Beach, California       | TBD        | 1972, 1982, 1992, 2000, 2010, 2019, 2027, 2032, 2037                   |
| 2045   | 145th | TBD                                    | TBD                            | TBD        | TBD                                                                    |
| 2046   | 146th | TBD                                    | TBD                            | TBD        | TBD                                                                    |
| 2047   | 147th | Pinehurst Resort, Course No. 2         | Pinehurst, North Carolina      | TBD        | 1999, 2005, 2014, 2024, 2029, 2035, 2041                               |
| 2048   | 148th | TBD                                    | TBD                            | TBD        | TBD                                                                    |
| 2049   | 149th | Oakmont Country Club                   | Plum, Pennsylvania             | TBD        | 1927, 1935, 1953, 1962, 1973, 1983, 1994, 2007, 2016, 2025, 2033, 2042 |
| 2050   | 150th | Merion Golf Club                       | Ardmore, Pennsylvania          | TBD        | 1934, 1950, 1971, 1981, 2013, 2030                                     |
| 2051   | 151st | Oakland Hills Country Club             | Bloomfield Hills, Michigan     | TBD        | 1924, 1937, 1951, 1961, 1985, 1996, 2034                               |

Sources:

## 記録
- 最多優勝回数：4回、ウィリー・アンダーソン（1901年、1903年、1904年、1905年）、ボビー・ジョーンズ（1923年、1926年、1929年、1930年）、ベン・ホーガン（1948年、1950年、1951年、1953年）、ジャック・ニクラス（1962年、1967年、1972年、1980年）
- 最多連続優勝：3回、ウィリー・アンダーソン（1903年、1904年、1905年）
- 最多連続出場記録：1957年～2000年の44回、ジャック・ニクラス
- 2位との最大打差：15打差、タイガー・ウッズ（2000年）、メジャー大会では歴代最大
- 最年少優勝者：ジョン・マクダーモット（19歳10ヶ月14日）、1911年
- 最年長優勝者：ヘール・アーウィン（45歳15日）、1990年
- 最年長予選通過者：サム・スニード（61歳）、1973年、最終順位は29位タイ。
- 36ホールの最高スコア：130、マルティン・カイマー（65-65）、2014年初日-2日目
- 54ホールの最高スコア：199、ローリー・マキロイ（65-66-68）、2011年初日-3日目
- 72ホールの最高スコア：268、ローリー・マキロイ（65-66-68-69）、2011年
- 全ラウンドアンダーパー記録（斜体は優勝ならず）：

1968年リー・トレビノ（69–68–69–69, par 70）
1970年トニー・ジャックリン（71-70-70-70, par 72）
1993年リー・ジャンセン（67-67-69-69, par 70）
1994年カーティス・ストレンジ（70-70-70-70, par 71, 4位）
2011年ローリー・マキロイ（65-66-68-69, par 71）、ロバート・ギャリガス（70-70-68-70, 3位T）
2017年ブルックス・ケプカ（67-70-68-67, par 72）、チャーリー・ホフマン（70-70-68-71, 8位）、ブラント・スネデカー（70-69-70-71, 9位T）
2019年ゲーリー・ウッドランド（68-65-69-69, par 71）、ブルックス・ケプカ（69-69-68-68, 2位）、ジョン・ラーム（69-70-70-68, 3位T）
- 18ホールの最高スコア：63、ジョニー・ミラー（1973年最終日）、ジャック・ニクラス（1980年初日）、トム・ワイスコフ（同）、ビジェイ・シン（2003年2日目）、ジャスティン・トーマス（2017年3日目）
- 最多開催コース：オークモント・カントリークラブ（9回、1927, 1935, 1953, 1962, 1973, 1983, 1994, 2007、2016）

## 放送

### 日本
日本に於ける放映権については、先ず1977年にTBS（現・TBSテレビ）が買い取るも、翌1978年からはNHKに、更に1997年からはテレビ朝日に、それぞれ譲渡されていった。
テレビ中継時に限り『グッド!モーニング』（『おはよう朝日です』〈朝日放送テレビ〉等地域ローカル情報番組も含む）は日本時間で金曜（初日）・月曜（最終日）が休止となり、土曜の『週刊ニュースリーダー』（『おはよう朝日土曜日です』〈朝日放送テレビ〉等地域ローカル情報番組を含む）、日曜の『サンデーLIVE!!』（テレビ朝日・朝日放送テレビ・メ〜テレ共同制作）、朝日放送テレビ制作日曜朝8時30分枠のアニメ（現在は『プリキュアシリーズ』）も休止になった。ただ、西海岸開催時には『スーパーヒーロータイム』（日曜日）、『モーニングショー』（最終日のみ）などが休止、『サンデーLIVE!!・第3部』（日曜日）、『ワイド!スクランブル・第1部』（最終日のみ）も短縮放送になった。
また、2008年までの最終日では『スーパーモーニング』を当時ネットしていた山梨放送・北日本放送・福井放送・高知放送・四国放送（以上日本テレビ系列）・山陰放送・宮崎放送（以上TBS系列）でも日本時間8:00から放送していたが、2009年は上記の局での放送が取り止め、『スーパーモーニング』が始まるまでの8:00 - 8:30の間は各局個別で単発番組を設定することになった（ただし、8:30以降も中継が続く場合、2009年当時スパモニを系列外ネットしていた全5局（いずれも日本テレビ系列）はその時間から中継を同時ネット予定だったが、実際は未放送）。
2009年は、大会1日目が雨天中止順延になり、2008年大会のプレーオフの模様の再放送をメインに放送。2日目に1日目の模様を3日目に2日目の模様をそれぞれを放送、本来の最終日である4日目は3日目の模様と最終日の冒頭の模様を放送した。このため全選手が最終ホールまで到達できないと判断、8:26.30で中継を打ち切った。急遽5日目を4:55 - 6:30の予定で大会最終日の模様として放送することにし、そこで優勝者が決定。
2005年以前まで土曜の午後に「予選ハイライト」・日曜の「サンデープレゼント」枠で「3日目ハイライト」・月曜のネオバラエティ枠で「最終日ハイライト」を放送したが、2006年以降の放送はなし。
また、ゴルフネットワークでも現地の日中に当たる日本時間深夜から翌日早朝（もしくは未明・早朝から昼）にかけて生放送される。
なお、2001年、2008年のように月曜日の18ホールプレーオフにもつれた場合、ゴルフネットワークとテレビ朝日は深夜の番組を一部中止し、生中継で試合終了まで放送する。
しかし、2016年以降の放映権を巡り、テレビ朝日とUSGAとの契約が難航していた。テレビ朝日での放映ができない場合は、TBSテレビやNHKで放送の可能性があるとされたが、同年5月24日、テレビ朝日において2016年大会を放送することが決定した。しかし同時期にUEFA EURO 2016の中継も放送するため、予選ラウンドは後半部分を放送せず、木曜深夜から金曜未明、金曜深夜から土曜未明での放送となったため主力選手のプレー生中継ができなかった。また、1日目は3度の雨による中断&現地日没によるサスペンスデッドでプレーができないまま1日目が終わった選手やホールアウトできない選手も多くいた。3日目は先述のUEFA EURO 2016の生中継優先の関係で、中継終了後の6:10 - 8:00までの放送だった。最終日は月曜2:40 - 8:30まで6時間近くの生中継で対応していたが、中継が8:30までに収まらず、後続番組『羽鳥慎一モーニングショー短縮版』（8:30 - 9:55）内で継続中継を9:18.03まで行った。
2017年大会の最終日は当初月曜2:40 - 5:50の予定だったが、2:40 - 4:55はローカルセールスでの放送となり、4:55に一部系列局向けの飛び乗りポイントを設けたうえ、終了時間を9:30に繰り下げて放送した。
2018年大会は1日目の放送を6月15日の2:40 - 4:55、2日目は6月16日の2:25 - 8:00、3日目は6月17日2:35 - 8:30、最終日は6月18日の2:20 - 7:30で放送されたが、最終日は時間内に終了できず7:41まで11分延長し、放送した。
2019年大会は1日目の放送を6月14日の2:20 - 4:55、2日目は6月15日の2:20 - 8:00、3日目は「サンデーLIVE!!」を30分早終了後6月16日8:00 - 11:00で放送。最終日は6月17日3:55 - 10:30に放送した。
2020年大会は新型コロナウィルスの影響で107年ぶりの9月開催となったが、1日目の放送を9月18日の3:06 - 4:55、2日目は9月19日の2:50 - 8:00、3日目は9月20日の2:00 - 8:00、最終日は9月21日の2:00 - 7:00で放送された。コメンタリー陣を以下に記す。
- 解説 : 青木功[注 7]、丸山茂樹、戸張捷
- 実況 : 進藤潤耶（テレビ朝日アナウンサー）

だが、2021年大会については、新型コロナウイルスの影響が長期化しているため、テレビ朝日とUSGAとの契約がまとまらず、地上波からの中継が消滅する見通しになった。その後、DAZNでの生配信が行われることになった。
2022年大会も地上波からの放送は行わない。ネット配信を『DAZN』と新たに『ABEMA』も追加されることになった。2023年からはBS松竹東急でも中継を行っている。
2000年代の一時期、ココリコの遠藤章造が応援団長を起用し、「全米シニア」「全米女子」と共に最終日ハイライトも多数のタレントを出演してのバラエティ形式の路線を行ってきたが、この形式は「全米OP」しか行われず、翌年、元に戻った。
なお、BS朝日では全米オープンの中継は行っていない。

### 日本以外
- アメリカでは1954年から1965年までNBC、1966年から1994年までABCで放送されていたが、1995年から2014年まではNBCで中継されていた。（予選ラウンドは午後3時から午後5時（ET）までの2時間生中継し、それ以外の時間はESPNで生中継）2006年までフォーマットが緑を基調にした表示だったが、2007年から2010年までは白とオレンジを基調にしたフォーマットに大幅に変更した。プレーオフになった際も序盤はESPNで、それ以降をNBCで放送していた。ただし2011年から2014年まではゴルフ・チャンネルのフォーマットを使用して放送されていた。
- 2015年から2026年まではUSGAの放送権契約を持つFOXスポーツとFS1で放送。しかし2020年6月29日契約破棄。残りの契約期間をNBCで放送される予定。
- 西海岸開催時には週末の時間は東部時間でプライムタイムで放送される。
- なお最終日最後の1時間はロレックスが協賛してCMなしで放送する。
- ラジオではESPNラジオとシリウスXM PGAツアーラジオで放送されている。